# 茨城県議会
茨城県議会（いばらきけんぎかい）は、茨城県に設置された議会である。定数62名。

## 沿革
- 1871年（明治04年） - 廃藩置県
- 1878年（明治11年） - 府県会規則公布
- 1879年（明治12年） - 初の茨城県県会議員選挙
- 同年4月5日 - 茨城師範学校において初議会開会
- 1927年（昭和02年） - 普通選挙による初の県会議員選挙
- 1930年（昭和05年） - 先々代県議会議事堂（現三の丸庁舎）が竣工
- 1954年（昭和29年） - 先々代県議会議事堂に4階部分を増築
- 1966年（昭和41年） - 県議会議長選出を巡る汚職事件（茨城県議会黒い霧事件）をきっかけとして自主解散[1]
- 1970年（昭和45年） - 先代県議会議事堂（現茨城県立図書館）が竣工
- 1999年（平成11年） - 新議事堂竣工（県庁舎移転）
- 2001年（平成13年） - 先代県議会議事堂が再生活用され、茨城県立図書館として開館
- 2013年（平成25年） - 議会基本条例制定

## 役員
- 議長 - 西野一（いばらき自民党、常陸太田市・大子町選挙区選出）
- 副議長 - 戸井田和之（いばらき自民党、石岡市選挙区選出）

なお、慣例により議長および副議長は1年で交代となっている。

## 委員会
- 常任委員会
  - 総務企画委員会
  - 防災環境産業委員会
  - 保健福祉医療委員会
  - 営業戦略農林水産委員会
  - 土木企業立地推進委員会
  - 文教警察委員会
- 特別委員会
  - 予算特別委員会
- 議会運営委員会
- 情報委員会

## 事務局
- 議会事務局
  - 総務課
  - 議事課
  - 政務調査課

## 会派
定数62、任期は2023年1月8日 - 2027年1月7日。
| 会派名               | 議員数 | 所属党派                 | 女性議員数 | 女性議員の比率(%) |
| -------------------- | ------ | ------------------------ | ---------- | ----------------- |
| いばらき自民党       | 43     | 自由民主党               | 1          | 2.33              |
| 国民民主党茨城県議団 | 4      | 国民民主党               | 0          | 0                 |
| 公明党               | 4      | 公明党                   | 1          | 25                |
| 茨城無所属の会       | 3      | 無所属                   | 0          | 0                 |
| 立憲いばらき         | 2      | 立憲民主党               | 1          | 50                |
| 日本共産党           | 1      | 日本共産党               | 1          | 100               |
| 日本維新の会         | 1      | 日本維新の会             | 1          | 100               |
| 市民ネットワーク     | 1      | つくば・市民ネットワーク | 1          | 100               |
| 無所属               | 4      | 無所属                   | 0          | 0                 |
| 合計                 | 63     |                          | 6          | 9.68              |

## 議員報酬等
| 役職   | 議員報酬         | 政務活動費  |
| ------ | ---------------- | ----------- |
| 議長   | 月額 101万0000円 | 月額 30万円 |
| 副議長 | 月額 90万0000円  | 月額 30万円 |
| 議員   | 月額 85万0000円  | 月額 30万円 |

- 別途、年2回期末手当あり
- 政務活動費の残金は県に返還する義務がある
- 議員年金は2011年（平成23年）6月1日で廃止されている

## 選挙区
定数62。2018年の選挙から選挙区の名称は全自治体名を表記するように変更されている（例：水戸市選挙区→「水戸市・城里町選挙区」、那珂郡選挙区→「東海村選挙区」）。
| 選挙区・市町村         | 定数 | 会派構成                        |
| ---------------------- | ---- | ------------------------------- |
| 水戸市・城里町         | 6    | 自民2、公明、共産、立憲、無所属 |
| 日立市                 | 4    | 国民2、公明、無所属→自民        |
| 土浦市                 | 3    | 自民2、公明                     |
| 古河市                 | 3    | 自民2（欠員1）                  |
| 石岡市                 | 2    | 自民、無所属                    |
| 結城市                 | 1    | 無所属→自民                     |
| 龍ケ崎市・利根町       | 2    | 自民、無所属                    |
| 下妻市                 | 1    | 自民                            |
| 常総市・八千代町       | 2    | 自民2                           |
| 常陸太田市・大子町     | 2    | 自民2                           |
| 高萩市・北茨城市       | 2    | 自民、無所属→国民               |
| 笠間市                 | 2    | 自民2                           |
| 取手市                 | 2    | 自民2→1（欠員1）                |
| 牛久市                 | 2    | 維新（欠員1）                   |
| つくば市               | 5    | 自民2、公明、ネット、無所属     |
| ひたちなか市           | 3    | 自民2、国民                     |
| 鹿嶋市                 | 1    | 自民                            |
| 潮来市・行方市         | 1    | 無所属→自民                     |
| 守谷市                 | 1    | 自民                            |
| 常陸大宮市             | 1    | 無所属→自民                     |
| 那珂市                 | 1    | 無所属→自民                     |
| 筑西市                 | 2    | 自民、立憲                      |
| 坂東市・五霞町・境町   | 2    | 自民2                           |
| 稲敷市・河内町         | 1    | 自民                            |
| かすみがうら市         | 1    | 無所属                          |
| 桜川市                 | 1    | 自民                            |
| 神栖市                 | 2    | 自民、無所属                    |
| 鉾田市・茨城町・大洗町 | 2    | 自民2                           |
| つくばみらい市         | 1    | 無所属→自民                     |
| 小美玉市               | 1    | 無所属→自民                     |
| 東海村                 | 1    | 自民                            |
| 美浦村・阿見町         | 1    | 自民                            |

※ネット：つくば・市民ネットワーク。数字のないものは1。

### 選挙区割りについて
議員一人当たりの議員数が2005年実施の国勢調査において3倍以内になるように設定されている（最大較差は、東茨城郡南部選挙区と龍ケ崎市選挙区の間の2.91倍）。ただし、つくば市選挙区は定数4に対し同市選挙区より有権者数の少ない日立市選挙区に定数5が設定されている。2006年の選挙前にも新市町村区割りの選挙区での選挙を求める案が民主と公明から提出されたが、自民の反対多数で否決されている。これは、自民現職県議の選挙区調整が難航するのが必至のためとされた。2010年の選挙前に自民から提出された選挙区案も現職自民議員の地盤に十分配慮されたものとなり、また“一票の格差”が従前の選挙区割りから改善がなかったため民主・共産両会派は反対した。
2012年の改正で多少是正されたが、2015年10月の国勢調査速報値を基にした人口（未成年者含む）での試算でも、最大格差は2.90倍となっている。
これらを受け、2019年の改選時（2018年12月執行）に選挙区の区域及び定数を変更し、1票の格差の是正（2.90→1.93）、逆転現象の解消、1人区の減少（22選挙区→14選挙区）が図られた。

## 統一地方選プレ選挙
1966年、議長選挙をめぐって収賄事件が発覚し、同年12月21日に地方公共団体の議会の解散に関する特例法に基づく自主解散が行われた。1966年後半に相次いだ一連の黒い霧事件の一つとして「茨城県議会黒い霧事件」ともよばれ、自主解散も「黒い霧解散」とよばれる。自主解散に伴う選挙の投票日は翌1967年1月8日であったが、1971年以降の改選では選挙は前年12月中に執行されるようになった。これによって、茨城県議会議員選挙は翌年4月に行われる統一地方選のプレ選挙としての意味合いをもつことになった。
2010年の選挙は国政での政権交代後初の都道府県議会議員選挙、2014年の選挙は第47回衆議院議員総選挙と同日に行われたため、前哨戦としての意味合いは強くなっている。

## 出来事

### 反ワクチン・反マスク・陰謀論団体のイベントに登壇
2023年2月19日、つくば市で開催された反ワクチン・反マスク・陰謀論を唱える団体の講演会に県議会議員が登壇した。このイベントは、茨城県教育委員会、つくば市、結城市教育委員会の3つの行政機関が後援し、国光文乃総務大臣政務官（衆議院議員、自民）、星田弘司茨城県議会議員（自民）、山本美和茨城県議会議員（公明）、五頭泰誠つくば市議会議員（自民）が登壇し、青山大人衆議院議員（立民）の祝電が読み上げられた。講演会では「マスク着用やデジタル社会が子供の脳の発達に影響を与える」「マスクを着けていると子供は発育過程で『出っ歯』『面長』になる」などといった説が話され、開演前はヒーラーが「傷ついた細胞・DNAを修復させる」演奏を行った。祝電を送った青山議員は、取材に対して「茨城県など（行政機関）が後援になっていたので、問題ないと思った」と語り、つくば市では「つくば市後援」の文字があったため、信頼できるものとしてチラシがポストに投函され、認可保育園や市立小学校でも配られたという。取材に対し、星田弘司議員は、「知人からチラシをいただいただけで、どのような団体かは知らず、関わりもない。純粋にどういった講演なのかと思って参加した」と回答し、山本美和議員は回答していない。

### 議場で逮捕
1925年（大正14年）12月15日、通常県会の最終日。議長を含む6議員が選挙違反の容疑で休憩中の議場で逮捕された。これ以前に逮捕または逃亡した議員もおり、定数に不足が生じたため、災害復旧費の補正予算などの審議は未了のまま流会となった。

## その他
議会での申し合わせにより、一般質問できる議員数が定数63人に対し年間40人という制限が設けられており、政党構成比で質問枠が割り振られるため、議員には1年に1度の質問機会も保証されていない。